# Giovanni Andrea Fioroni
Giovanni Andrea Fioroni (ou parfois Fiorini, Florono) est un compositeur Italien, maître de chapelle et organiste né à Pavie en 1716 et mort à Milan le 19 décembre 1778.
Il a composé nombre d'opéras (perdus), d'oratorios et quelque 300 œuvres vocales sacrées dans le style contrapuntique dont beaucoup avec de grands effectifs de chœurs.

## Biographie
Fondé sur son certificat de décès, la date de sa naissance serait 1715, ou 1716 selon un document daté de 1726. Il a étudié avec Leonardo Leo à Naples pendant une quinzaine d'années.
Jusqu'au 10 juin 1747 il est maître de chapelle à Côme, puis il se rend à la cathédrale de Milan après examens d'une œuvre « in stile antico sopra canti fermi ambrosiani ». Le jury était composé de Giovanni Battista Martini et Giacomo Antonio Perti. Fioroni sortit favori « per sapere e studio » (par savoir et étude). Il a occupé ce poste du 16 décembre 1747 jusqu'à sa mort. Il succède à Giovanni Battista Sammartini en tant qu'organiste et professeur (1775)
Hautement considéré par ses contemporains, dont Charles Burney, La Borde, Manfredini, on dispose de huit lettres entre Fioroni et Giovanni Battista Martini. Parmi ses élèves figurent Alessandro Rolla, Quirino Gasparini et Tommaso Marchesi, Carlo Monza, Agostino Quaglia et le castrat Luigi Marchesi, entre autres.
Leopold et Wolfgang Amadeus Mozart ont rencontré Fioroni au début de 1770. Le père le décrit dans une lettre (22 décembre 1770) comme « le meilleur et le plus respecté Kapellmeister de cette ville, sur qui tous se reposent ».
Et en effet, son influence était devenue considérable, tant hors qu'à Milan. Il participe à divers jurys pour des postes de maître de chapelle d'églises italiennes et le 24 novembre 1765, il est accepté comme membre de l'Accademia Filarmonica de Bologne.
Il meurt à Milan en 1778.
Après sa mort, de nombreuses copies de ses œuvres suggèrent qu'il a continué à être joué par son successeur, Francesco Bianchi, jusque dans les années 1790.

## Style
La musique sacrée de Fioroni se caractérise par ses effectifs dévolus au vaste ensemble de chœur de la cathédrale de Milan et une écriture en mode contrapuntique formé de lignes mélodiques simple et double, souvent étroitement liées au texte. Les autres œuvres destinées à d'autres églises sont d'une facture plus libre.
Sa musique instrumentale, essentiellement composée avant son engagement à Milan est originale et prouve une bonne connaissance des instruments.

## Œuvres
- Requiem avec Benedictus, à 4 voix
- Requiem with Benedictus, à 8 voix
- Requiem en fa majeur, à 8 voix et cordes
- In sole surgenti, (Inno per un giorno di festa) à 2 voix, basse et orgue
- La Didone abbandonata (1735)
- Angelus Domini, motet à 5 voix